# Varanus auffenbergi
Il varano pavonino (Varanus auffenbergi Sprackland, 1999), detto anche varano di Auffenberg, è una piccola specie della famiglia dei Varanidi originaria dell'isola indonesiana di Roti. Appartiene al sottogenere Odatria, come il varano del Pilbara e il varano di King.

## Etimologia
Il nome generico, Varanus, è la forma latinizzata del termine arabo waral (ورل; o waran = «lucertola»). Questo termine deriva a sua volta dalla comune radice semitica ouran, waran o waral, cioè «lucertola». Il nome con cui i varani vengono indicati in inglese, monitors («guardiani»), si ritiene sia dovuto all'occasionale abitudine di questi animali di stare immobili sulle zampe posteriori per osservare l'ambiente circostante. Il nome specifico, auffenbergi, commemora l'erpetologo americano Walter Auffenberg.

## Descrizione
Il varano pavonino è uno dei più piccoli varani del mondo e raggiunge al massimo i 60 cm di lunghezza. È simile al varano di Timor (Varanus timorensis), dal quale si differenzia per la colorazione del ventre e i disegni sul dorso, che però sbiadiscono con l'età. La specie, infatti, presenta una serie di ocelli grigio-azzurri, mentre il varano di Timor ha ocelli color crema.

## Comportamento
In natura il varano pavonino è stato visto arrampicarsi sui tronchi delle palme per poi vagabondare sulla loro chioma. Rispetto ad altri varani, è piuttosto timido e sfuggente. Questa timidezza persiste anche negli esemplari in cattività